# 野幌若葉町
野幌若葉町（のっぽろわかばちょう）とは、北海道江別市の町丁。郵便番号は069-0831。人口は5,281人、世帯数は2,693世帯で、人口・世帯数共に市内の町・字で最も多い（2023年12月1日現在）。丁目の設定のない単独町名である。住居表示は全域で未実施。

## 地理
野幌若葉町は函館本線の南東部に位置し、町内を道央自動車道が縦断している。

## 歴史

### 年表
- 1975年（昭和50年）
  - 7月15日 - 「西野幌」の一部が「野幌若葉町」に町名地番変更[5]。
- 1985年（昭和60年）
  - 4月1日 - 「西野幌」の一部が「野幌若葉町」に町名地番変更[5]。
- 1988年（昭和63年）
  - 11月18日 - 「西野幌」の一部が「野幌若葉町」に町名地番変更[5]。
- 2018年（平成30年）
  - 7月14日 - 「西野幌」の一部が「野幌若葉町」に町名地番変更[5]。

### 町名の変遷
町名の変遷は以下の通りである。
| 実施後     | 実施年月日     | 実施前（各町名ともその一部） |
| ---------- | -------------- | ---------------------------- |
| 野幌若葉町 | 1975年7月15日  | 西野幌                       |
| 野幌若葉町 | 1985年4月1日   | 西野幌                       |
| 野幌若葉町 | 1988年11月18日 | 西野幌                       |
| 野幌若葉町 | 2018年7月14日  | 西野幌                       |

## 世帯数と人口
2023年（令和5年）12月1日現在の世帯数と人口は以下の通りである。
| 町丁       | 世帯      | 人口    |
| ---------- | --------- | ------- |
| 野幌若葉町 | 2,693世帯 | 5,281人 |
| 計         | 2,693世帯 | 5,281人 |

### 人口の変遷
国勢調査による人口の推移。
| 1995年（平成7年）  | 4,678人 | [ 6 ]  |  |
| 2000年（平成12年） | 5,280人 | [ 7 ]  |  |
| 2005年（平成17年） | 5,250人 | [ 8 ]  |  |
| 2010年（平成22年） | 5,152人 | [ 9 ]  |  |
| 2015年（平成27年） | 4,980人 | [ 10 ] |  |
| 2020年（令和2年）  | 5,476人 | [ 11 ] |  |

### 世帯数の変遷
国勢調査による世帯数の推移。
| 1995年（平成7年）  | 1,959世帯 | [ 6 ]  |  |
| 2000年（平成12年） | 2,251世帯 | [ 7 ]  |  |
| 2005年（平成17年） | 2,341世帯 | [ 8 ]  |  |
| 2010年（平成22年） | 2,286世帯 | [ 9 ]  |  |
| 2015年（平成27年） | 2,338世帯 | [ 10 ] |  |
| 2020年（令和2年）  | 2,661世帯 | [ 11 ] |  |

## 小・中学校の通学区
小・中学校の通学区は以下の通り。
| 町丁       | 字・番地 | 小学校         | 中学校     |
| ---------- | -------- | -------------- | ---------- |
| 野幌若葉町 | 全域     | 野幌若葉小学校 | 野幌中学校 |

## 施設

### 公共・公的施設
- 江別市立野幌若葉小学校（野幌若葉町5-3）[13]
- 野幌若葉郵便局（野幌若葉町68-5）[14]
- 野幌若葉自治会館（野幌若葉町33-1）[15]

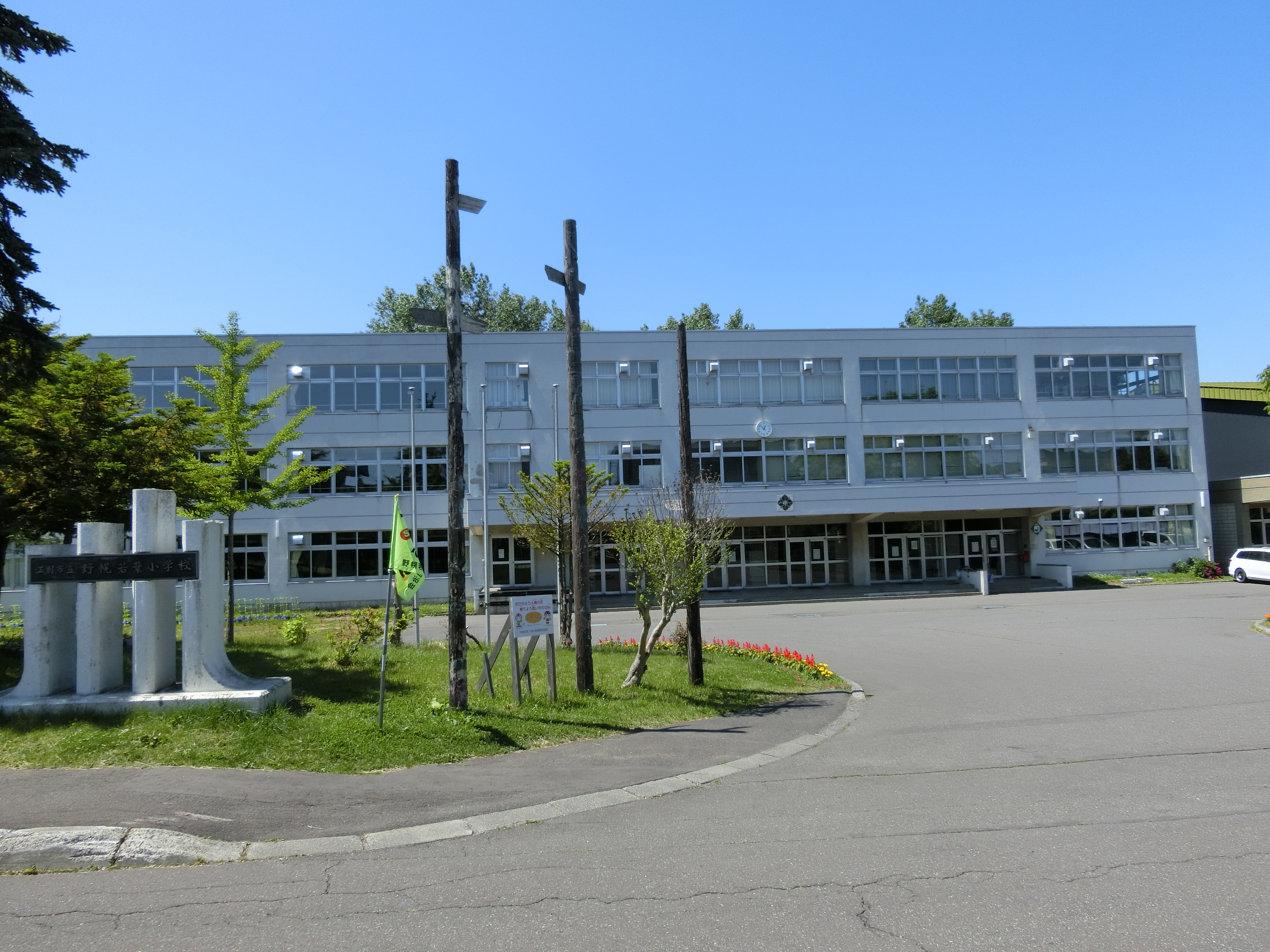
江別市立野幌若葉小学校

### 公園
- えぞまつ公園（野幌若葉町4-13）[16]
- くさぶえ公園（野幌若葉町86-3）[16]
- 伊達屋敷（野幌若葉町46-92）[16]
- とちのき公園（野幌若葉町32）[16]
- とどまつ公園（野幌若葉町105-2）[16]
- ななかまど公園（野幌若葉町57）[16]
- ぴかぴか公園（野幌若葉町45-91）[16]
- まつかさ公園（野幌若葉町93-56）[16]

### 企業・店舗
- セイコーマート 野幌若葉店（野幌若葉町46-16）[17]
- セイコーマート 白樺通店（野幌若葉町20-20）[18]
- ファミリーマート 江別野幌若葉店（野幌若葉町38-15）[19]
- ほっともっと 江別白樺通り店（野幌若葉町94-8）[20]
- ドコモショップ 江別野幌店（野幌若葉町21-9）[21]

### 医療・福祉
- わかば保育園（野幌若葉町4-6）[22]
- のっぽろ幼稚園（野幌若葉町3-3）[23]
- 江別泌尿器科（野幌若葉町13-5）[24]

### その他
- 愛隣チャペルキリスト教会（野幌若葉町85-1）[25]

## 交通

### 鉄道
- 鉄道駅は町内には存在しない[26]。最寄り駅は函館本線の野幌駅[26]。
  -  北海道旅客鉄道
    - ■函館本線

### バス
- 町内に ジェイアール北海道バス及び夕張鉄道の路線がある[27]。

### 道路
一般国道
- 町内に一般国道は存在しない[28]。

一般道道
- 北海道道1005号野幌総合運動公園線[28]

都市計画道路
- 3・3・307 白樺通・道道野幌総合運動公園線[28][29]